# توني ماك
توني ماك (3 مايو 1967 بتامبا في الولايات المتحدة - ) (بالإنجليزية: Toney Mack)‏ هو لاعب كرة سلة أمريكي في مركز هجوم قوي الجسم. لعب مع جورجيا بولدوغز ‏.

## وصلات خارجية
- توني ماك على موقع سبورتس رفرنس (الإنجليزية)
- توني ماك على موقع كلية كرة السلة في سبورتس رفرنس.كوم (الإنجليزية)
- توني ماك على موقع ريلجم (الإنجليزية)